# Жаринов, Виктор Викторович
Виктор Викторович Жаринов (р. 1942) — российский математик, профессор, доктор физико-математических наук, ведущий научный сотрудник математического института им. В. А. Стеклова РАН (МИРАН), профессор кафедры математики института естественных наук и экологии. Член Совета по присуждению учёных степеней при МИРАН, член Совета по присуждению учёных степеней при Московском государственном областном университете, член Экспертного совета РФФИ, ответственный секретарь журнала Теоретическая и математическая физика. Опубликовано 58 работ в рецензируемых журналах, 2 монографии, учебник (в соавторстве) и 2 учебных пособия для вузов. Руководитель гранта РФФИ, начиная с 1997 года.

## Преподавательская деятельность
В 1972—1997 годах (с перерывом) читал курсы по математическому анализу, линейной алгебре, комплексному анализу, математической физике в МЭИ, в 1997—1999 годах читал курсы по математическому анализу в МИРЭА, с 1997 года по настоящее время читает курсы по линейной алгебре и комплексному анализу в ИНЕСНЭК.
2 защитившихся ученика-кандидата наук, 1 защитившийся доктор наук.